# Sorbey (Meuse)
Sorbey ist eine französische Gemeinde mit 233 Einwohnern (Stand 1. Januar 2022) im Département Meuse in der Region Grand Est (bis 2015 Lothringen). Sie gehört zum Arrondissement Verdun und zum Kanton Bouligny.

## Geografie
Sorbey liegt nordöstlich von Verdun an der Grenze zum Département Meurthe-et-Moselle.

## Geschichte
Das Dorf wurde 1163 erstmals als Sorbei erwähnt und wurde während des Dreißigjährigen Krieges 1646 von französischen Truppen völlig zerstört. Im letzten Jahrhundert hatte es noch dreimal soviele Einwohner wie heute.

### Bevölkerungsentwicklung

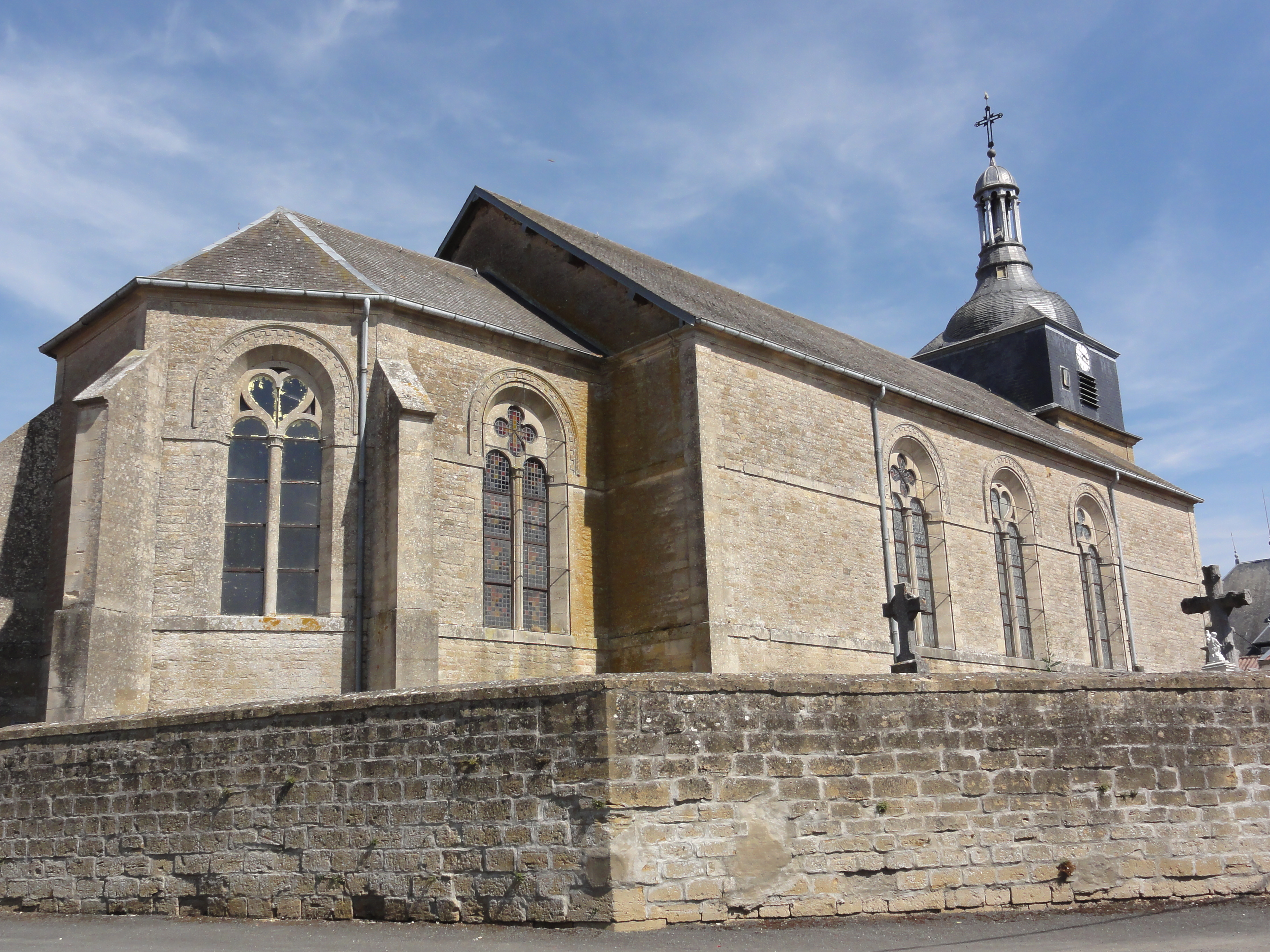
Kirche Saint-Martin

| Jahr      | 1968 | 1975 | 1982 | 1990 | 1999 | 2007 | 2019 |
| Einwohner | 192  | 184  | 165  | 139  | 166  | 198  | 252  |